# Nachi-Katsuura-Observatorium
Das Nachi-Katsuura-Observatorium (Sternwarten-Code 905) ist ein astronomisches Observatorium in Nachi-Katsuura, Präfektur Wakayama, in Japan. Es liegt innerhalb des Yoshino-Kumano Nationalparks.
Die beiden Amateurastronomen Yoshisada Shimizu und Takeshi Urata haben von dort aus über 300 Asteroiden entdeckt.

## Referenzen
- Lutz D. Schmadel (2003). Dictionary of Minor Planet Names. ISBN 3-540-00238-3